# Krostkowo
Krostkowo – wieś w Polsce położona w województwie wielkopolskim, w powiecie pilskim, w gminie Białośliwie.
| SIMC    | Nazwa   | Rodzaj    |
| ------- | ------- | --------- |
| 1007961 | Różnowo | część wsi |

We wsi jest przystanek kolejowy Krostkowo.
W latach 1954–1957 wieś należała i była siedzibą władz gromady Krostkowo, po jej zniesieniu w gromadzie Białośliwie. W latach 1975−1998 miejscowość administracyjnie należała do województwa pilskiego.
Na przełomie XII i XIII wieku w Krostkowie została utworzona rzymskokatolicka parafia św. Mikołaja.